# Villavieja (asentamiento prehistórico)
El yacimiento arqueológico de Villavieja es un asentamiento prehistórico amurallado. Se adscribe culturalmente a la Edad del Cobre de Andalucía.
Villavieja está ubicado en el tajo del mismo nombre, próximo a la localidad de Fuentes de Cesna, en el término municipal de Algarinejo (Granada, España).
Este recinto murario calcolítico posee una serie de características que lo distingue de otros existentes en el sur peninsular. 
En primer lugar, su descubrimiento es reciente, producido a principios de siglo XXI, a diferencia de otros mejor conocidos y estudiados en la región, que habían sido reconocidos desde el siglo XIX, como por ejemplo el conjunto monumental de Los Millares de Santa Fe de Mondújar (Almería). Este factor influye en su conocimiento y puesta en valor. En la actualidad está siendo estudiado por parte de investigadores de la Universidad de Granada.
En segundo lugar, se trata de uno de los pocos sitios prehistóricos que se destacan sobre el territorio, siendo visible desde el cielo. Ello es debido a la excepcional preservación de su recinto murario. Las características líticas de la misma han permitido que después de casi cinco mil años conserve una altura apreciable, casi en la completud de su recinto amurallado que cierra, de parte a parte, las escarpadas elevaciones de estos acantilados rocosos. 
Villavieja es reconocible por su muralla, que cierra el lado más accesible del extremo de la meseta donde se asienta, limitada por el farallón. Esta estructura muraria era conocida por los vecinos de la cercana población de Fuentes de Cesna, aunque se desconocía cuándo y quiénes la construyeron. Las intervenciones arqueológicas realizadas han determinado su antigüedad prehistórica. 

## Situación y valores paisajísticos

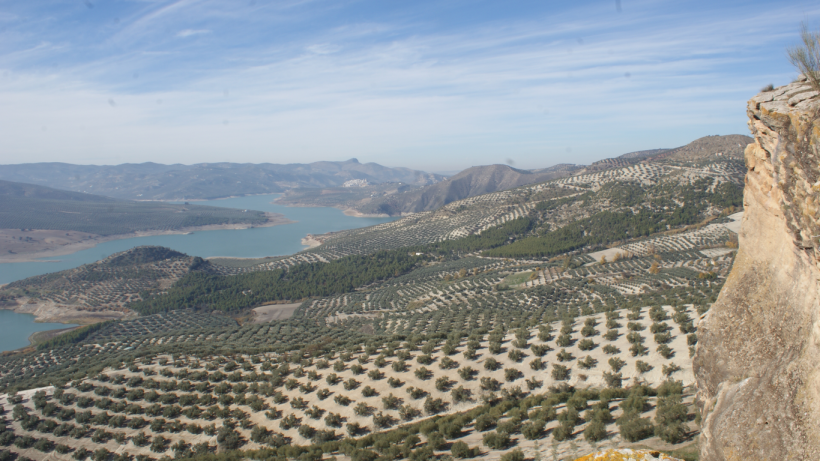
Vista del embalse de Iznájar.

El asentamiento prehistórico de Villavieja está situado a menos de un kilómetro y medio de la población de Fuentes de Cesna, perteneciente al término municipal de Algarinejo (Granada, España) de la comarca del Poniente granadino. 
El lugar arqueológico se sitúa en el paraje denominado los Tajos de la Villa Vieja o simplemente Villavieja, del cual toma su denominación. Este enclave es una plataforma amesetada que domina visualmente el discurrir del río Genil desde su salida de la depresión de Granada hasta la localidad de Iznájar donde comienza abrirse hacia las campiñas de Córdoba.

## Historia de la investigación
La primera cita que tenemos de este enclave es bastante temprana. El geógrafo Pascual Madoz cita en 1845 la existencia de estructuras arquitectónicas en este  denominado “Tajo de Villavieja”, inmediato a la población de Fuentes de Cesna aunque desconocía a qué época podían corresponder. A pesar de esta temprana referencia, muy anterior a Los Millares, este último acabaría convirtiendo en el referente de los sitios amurallados de la Edad del Cobre del sur peninsular y Villavieja permanecería en el olvido hasta el siglo XXI.
A partir de año 2012 comienzan las primeras investigaciones arqueológicas por parte de un equipo de investigación coordinado por Antonio Morgado del Departamento de Prehistoria y Arqueología de la Universidad de Granada. Las campañas han sido actuaciones puntuales desarrolladas hasta el año 2014, con el objetivo de conocer una primera secuencia estratigráfica intramuros de este asentamiento amurallado. El sondeo arqueológico efectuado en la parte central de la muralla ofreció una sucesión secuencial sedimentaria de cerca de tres metros de altura.
La intervención durante el año 2015 consistió en una prospección geofísica para documentar una estructura arquitectónica tumular extramuros y existente en el entorno cercano.

## Origen y abandono
La génesis de la ocupación de la plataforma rocosa de los Tajos de Villavieja se produjo hacia la primera mitad del III milenio a. C. (c. 2800/2700 a. C.). Esta primera ocupación construye la potente línea defensiva de la  muralla que cerraba el asentamiento por los dos extremos del espolón rocoso. Por tanto, desde su origen este lugar es habitado por las características topográficas que facilitan el encastillamiento de la población detrás de una muralla, reforzada por un gran escarpe natural que impide su acceso por el lado opuesto a la muralla.
Esta ocupación (Villavieja I) es previa a la aparición del llamado horizonte cultural de las cerámicas campaniformes en Andalucía. Algunos ejemplos de este tipo de cerámicas impresas e incisas se han localizado en las prospecciones realizadas intramuros durante la máxima ocupación del recinto. La máxima ocupación del lugar parece ocurrir entre el 2600 y el 2500 a. C.
A partir del 2500 cal. a. C. el lugar parece sufrir una crisis de causas desconocidas que origina el comienzo del derrumbe de parte del recinto original Tras este corto periodo de crisis se vuelve a ocupar la meseta readaptando el sitio (Villavieja II – c. 2400-2200 a. C.) siendo visibles ciertos cambios apreciables en la cultura material. El abandono definitivo del lugar parece producirse con el cambio de  milenio, cuando definitivamente este sitio dejó de poseer un interés social y estratégico para las poblaciones de la Edad del Cobre de esta zona del valle del Genil.

## Conjunto arqueológico de los Tajos de Villavieja

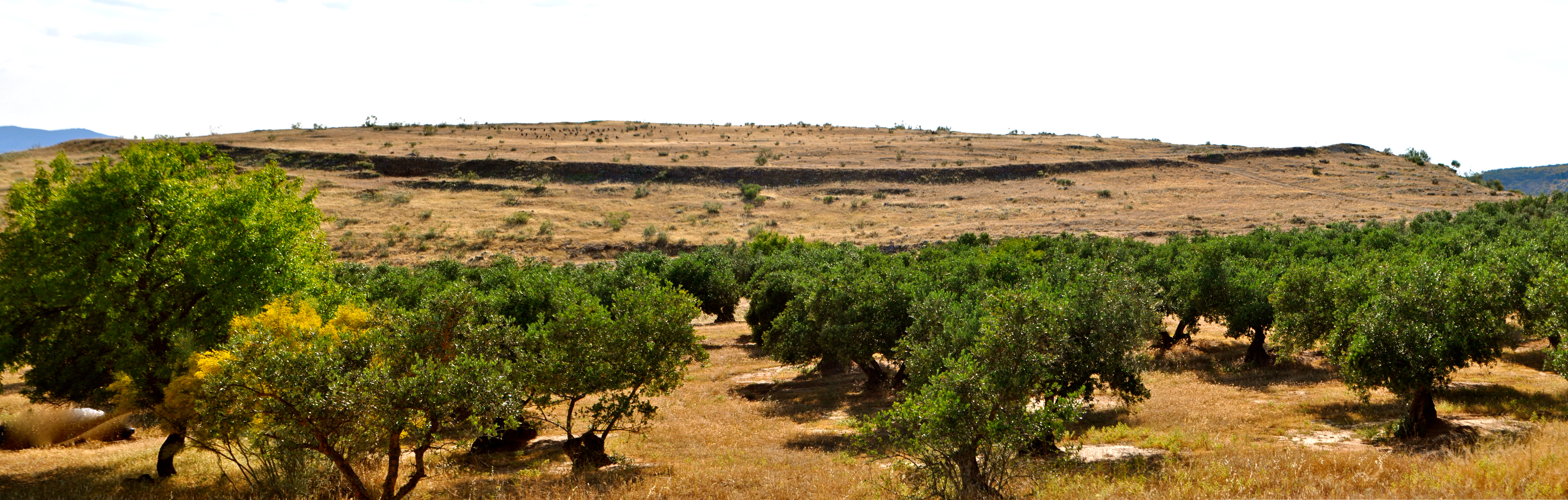
Muro de Villavieja.

El conjunto arqueológico está formado por un asentamiento amurallado ubicado sobre el punto más elevado de la meseta que forma un espolón. El perímetro de la misma se dibuja como un semicírculo que cierran los flancos noreste y noroeste, mientras que por el sur se presenta un gran escarpe abierto al valle del Genil. El asentamiento contó con un importante sistema defensivo, compuesto por la línea de muralla, visible actualmente en todo su recorrido, con refuerzo de torreones adosados. Esta línea de muralla se extiende de manera continua en cerca de trescientos metros, Si bien, actualmente se encuentra semienterrada. 
El sondeo arqueológico realizado hasta la fecha pudo establecer la altura conservada en este tramo intervenido, que se aproxima a los 3,10 m.
En síntesis la estructura se constituye en:

### Cimentación
A tenor de lo excavado, los ejecutores del muro, buscaron un apoyo firme y sólido para su construcción, despejando la tierra hasta conseguir la roca viva de la plataforma de arenisca. Una vez hallado un asiento resistente y al estar éste en pendiente acuñaron con ripios las primeras hiladas de mampuestos hasta conseguir un plano horizontal para ejecutar el muro. Con este asiento se garantizaban por una parte una excelente cimentación natural con gran capacidad portante y buena estabilidad para el resto de la construcción.

### Partes de las que está compuesta el muro y forma de ejecución
El muro en su zona exterior arranca con varias hileras de grandes mampuestos de arenisca. Este esquema posiblemente se repita al interior. Los lienzos principales de grandes mampuestos que forman la cara exterior de la muralla, están ejecutados con ángulo de desplome hacia el interior entre el 10% y el 20%, sobre la vertical. A medida que se iba ejecutando el muro, nivelándose las hiladas con ripios, se rellenaba de áridos el espacio dejado entre los lienzos principales de mampuestos, para darle consistencia y estabilidad al conjunto. A partir de los cálculos, realizados sobre la cuantificación de los derrumbes internos y externos de la zona intervenida, se ha estimado a modo de hipótesis que la altura originaria se aproximaría a los 5 m. desde su arranque externo.

### Torres adosadas en el perímetro de la muralla
La muralla se ve reforzada al exterior por una serie de torreones o bastiones adosados. Existen de dos tipos según su tamaño, pequeños bastiones semicirculares de 3 m de diámetro (a modo de contrafuertes) y grandes torreones igualmente semicirculares de aproximadamente 5 m de diámetro.

## La ocupación de los Tajos de Villavieja en época histórica
Además del poblado de la Edad del Cobre existen toda una serie de viviendas-cueva en la base de los Tajos de Villavieja. Se trata de toda una serie de estructuras excavadas en la roca de época medieval en la base del farallón rocoso, incluyendo un aljibe para almacenamiento de agua. La construcción de estas viviendas se distingue de las prehistóricas por el uso de morteros de cal, entre otras características. Conectado con este conjunto rupestre de viviendas aparece un camino tallado en la roca, que conecta la plataforma elevada con la base de los Tajos. Se desconoce el origen de tal construcción, dado que algunas de las cavidades citadas poseen materiales prehistóricos. Pero, sin duda, fue utilizado en el mismo periodo que las viviendas-cueva medievales, debido a que ciertos tramos de su recorrido presentan muros realizados con argamasa de cal idéntico al sistema constructivo de las citadas viviendas. 

## Galería fotográfica

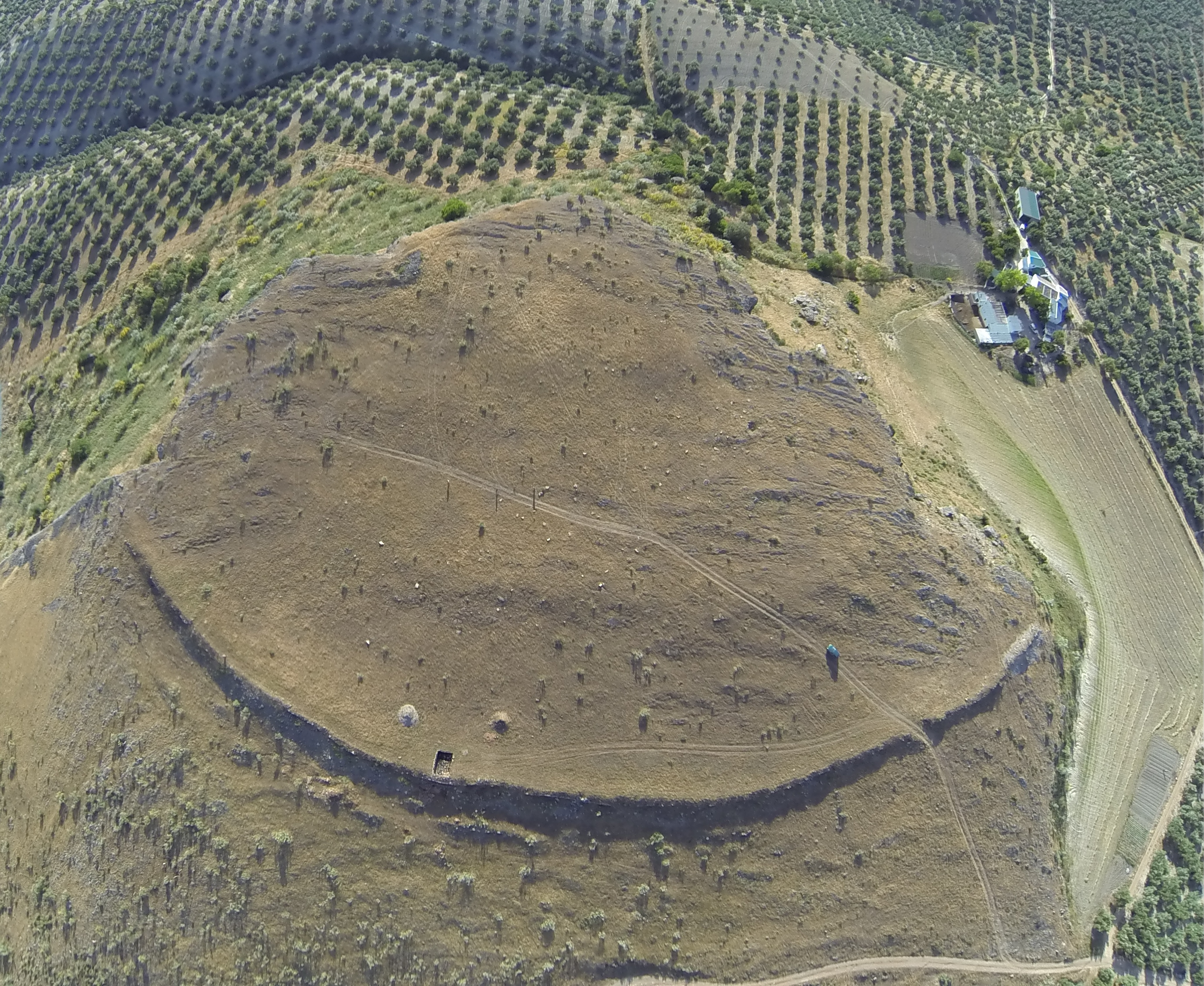
Vista aérea de la muralla
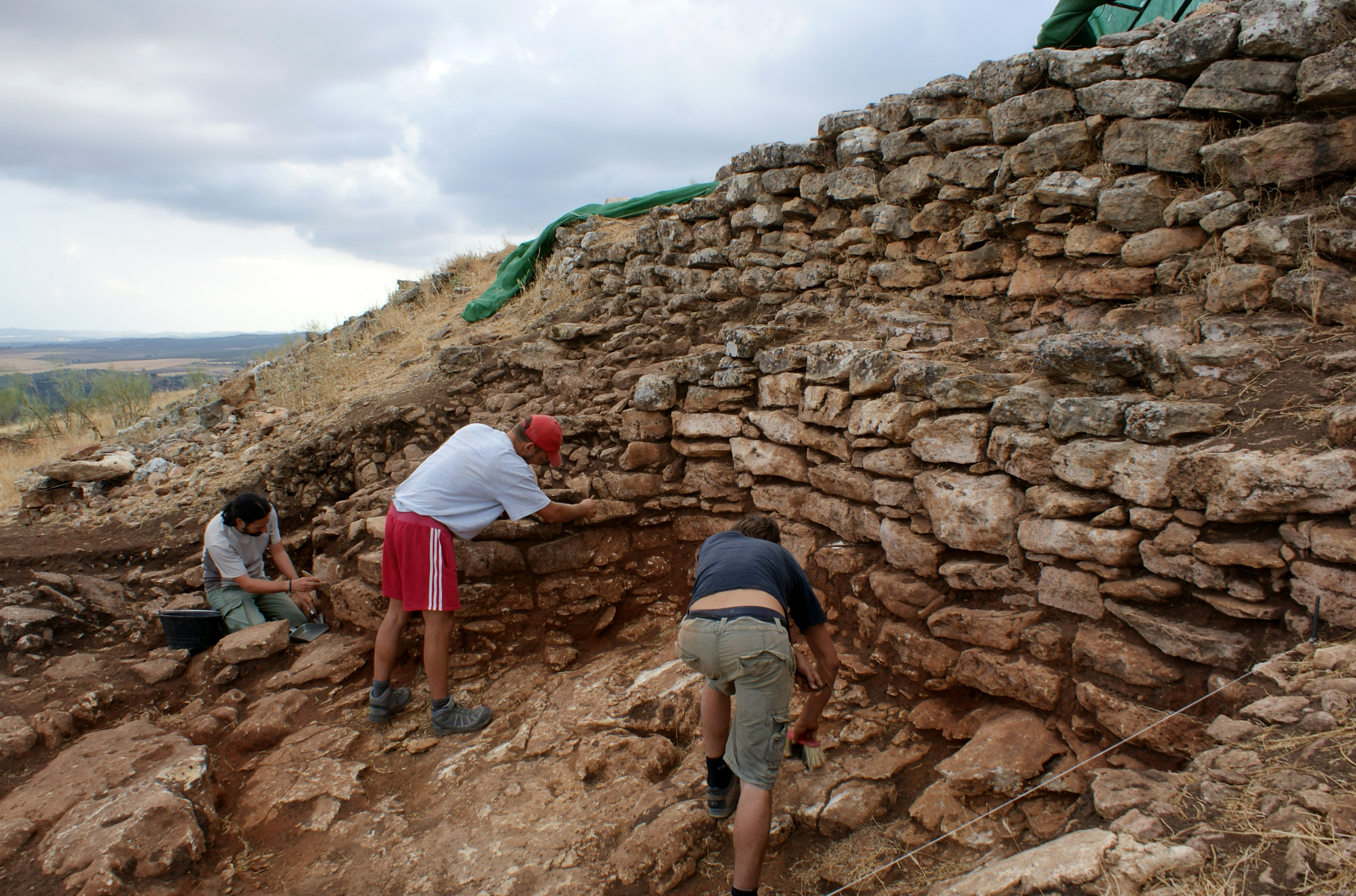
Trabajos de limpieza de la muralla
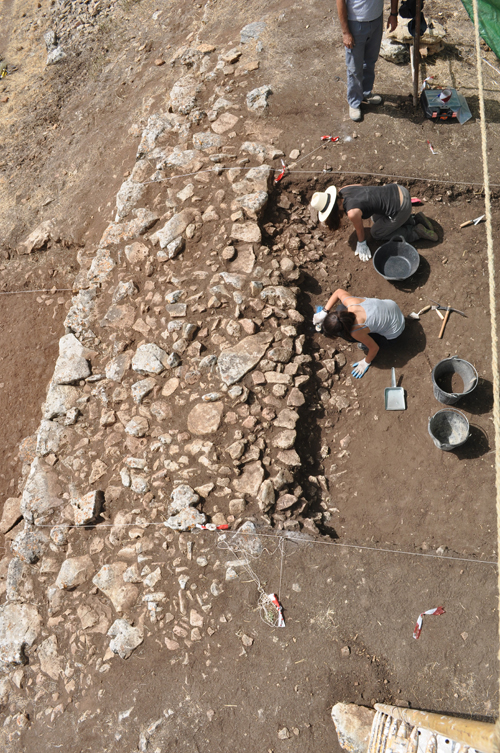
Trabajos de excavación. Anchura de la muralla
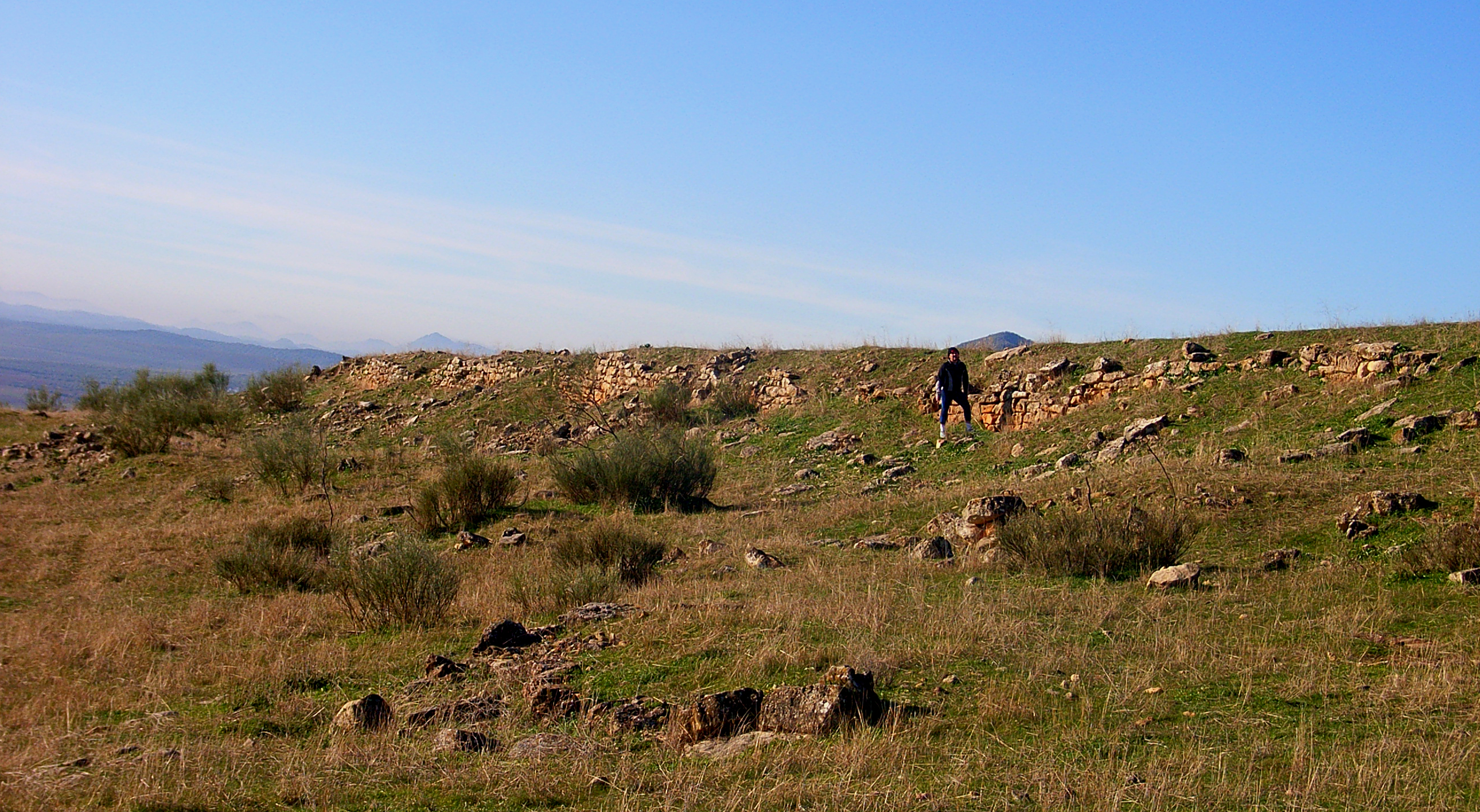
Estado de la muralla sin excavar
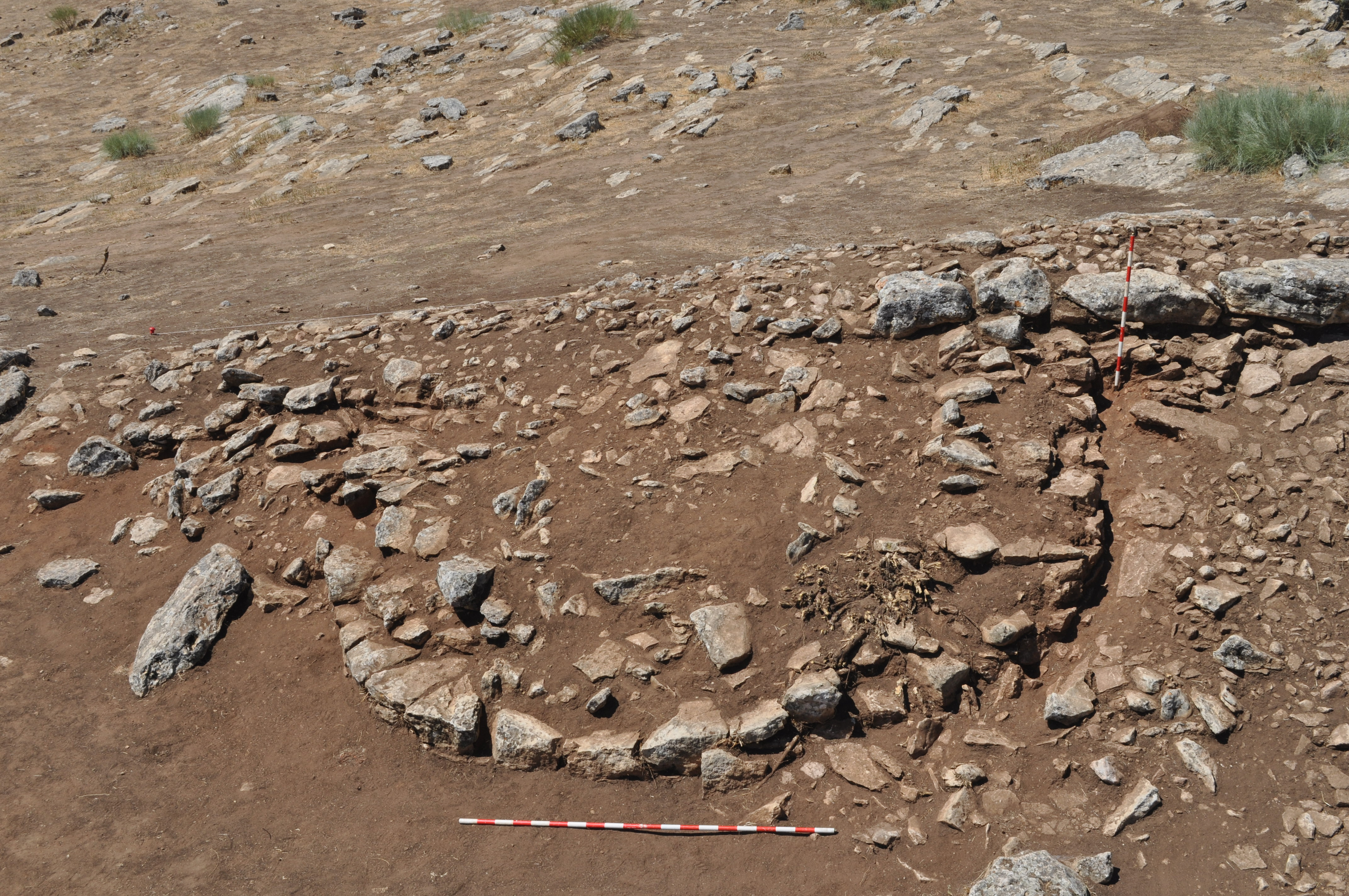
Bastión adosado a la muralla de Villavieja
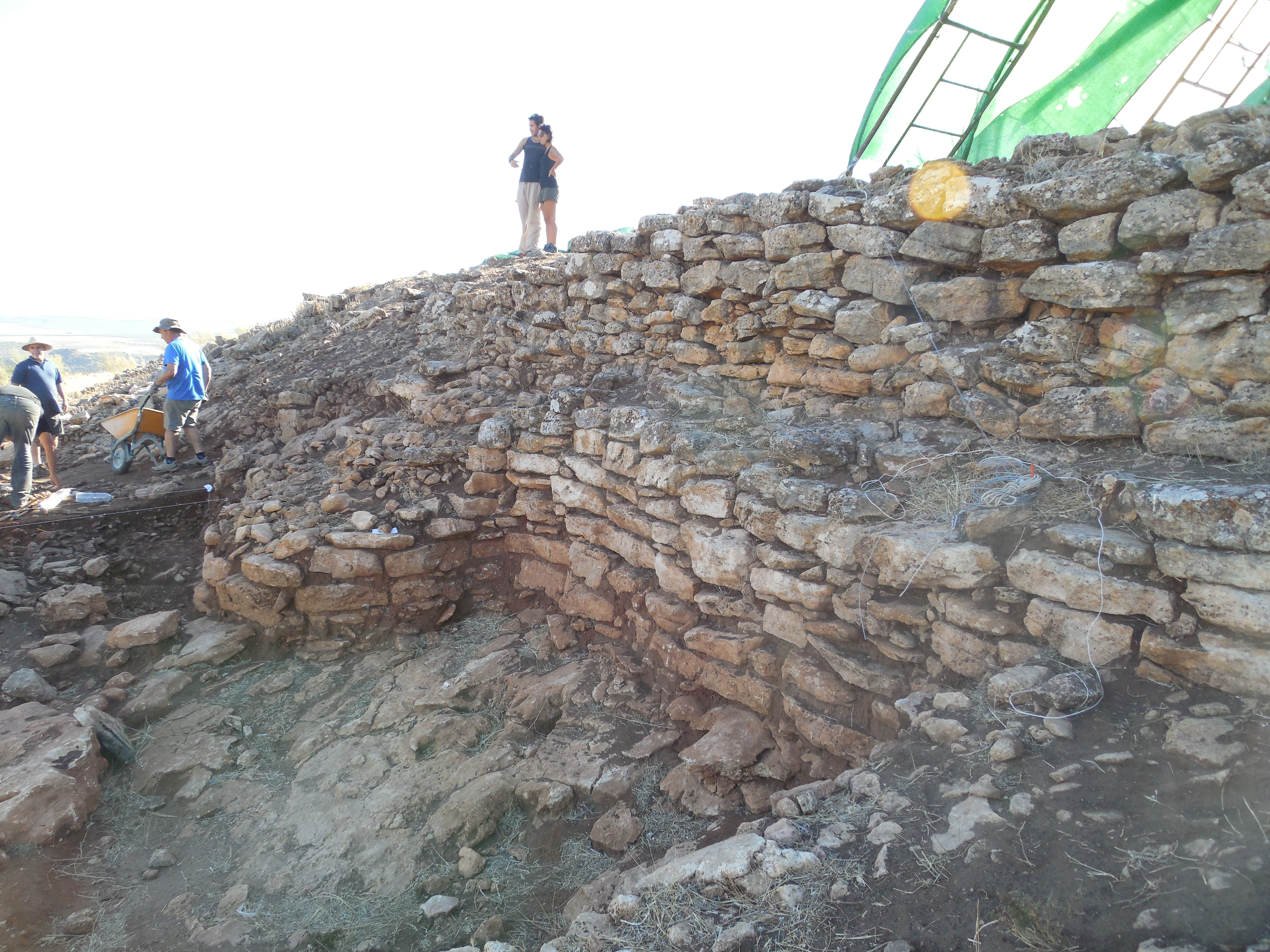
Altura conservada de la muralla de Villavieja